# Magnolia vazquezii
Magnolia vazquezii là một loài thực vật có hoa trong họ Magnoliaceae. Loài này được Cruz Durán & K.Vega mô tả khoa học đầu tiên năm 2008.